# 皮諾可
皮諾可（ピノコ），或簡稱佩佩、貝貝、蓓蓓，是日本漫畫家手塚治虫作品《怪醫黑傑克》主要角色之一。黑傑克以世界名著小木偶皮諾丘之名，加上日本女性名字中常用的「子」（日語發音KO）為其命名，如按照意譯也可翻成「皮諾子」。

## 角色設定

### 身世
皮諾可的到來，是在原著漫畫單行本第2卷第12話〈畸形嚢腫〉首次登場，而後在 OVA第11話〈來訪的回憶〉中，賦予了皮諾可不一樣的身世。
半夜黑傑克接到某醫院的電話，通知有緊急病人。病患抵達後才知道原來是富家千金，因不願曝光而從頭至尾皆戴著面具。病患症狀為體內有畸胎瘤（台譯「畸形囊腫」），裏頭幾乎有人類所有內臟甚至連腦髓也有，但其他醫生在動手術時皆因一種類似意念的「不明力量」干擾而無法成功切除。最後黑傑克動手術時又出現不明力量干擾，嚢腫（日高典子配音）甚至還強烈說出「不能割」並操控黑傑克以手術刀刺向喉嚨，黑傑克情急下只好與其「溝通」，承諾割除後會先泡在「培養液」（動畫中是螢光綠液體）中使存活才成功完成手術；囊腫表示黑傑克是第一個與其溝通的人。
之後黑傑克聯想到自己也是「拼湊」而成的，依照「溝通」時的承諾，將裏頭臟器等拼湊，不夠的部分就用人造纖維（台灣東販：合成纖維）補足作為軀殼與皮膚，依照某集出現的角色綠美（童裝模特兒）的照片組合出皮諾可。但因在姐姐身體中成長空間受到限制，臟器等發展並不像18歲應有的樣子，因此拼湊出的身體看起來像是幼兒。
然而當富家千金複診時看到皮諾可非常驚恐，將她當作怪物不願靠近令皮諾可悲憤交加，因此最後皮諾可留下和黑傑克同住。
在OVA第11集中，皮諾可的姊姊則改為一個國家級的舞蹈名門西園寺流的宗主西園寺由梨繪。原本由梨繪與皮諾可姊妹倆安然地活著，然而為了繼承西園寺流、與跳出流派中代代相傳的祭神之舞「白鷺天昇」，而割捨了皮諾可。姊妹倆分開的過程與手術，與原著雷同，然而手術完成後，由梨繪吩咐黑傑克將之丟棄的舉動，令黑傑克本人心寒。
由於遺傳現象而產生的病變，恐有性命危險的由梨繪再次找上黑傑克，原本不願接受委託的黑傑克，卻因皮諾可與由梨繪幾乎是同時發病，為了找出治療方向而同意委託，最終在長時間研究下，得知皮諾可是治癒兩人的唯一關鍵，並奇蹟地在60分鐘之內完成手術。
手術結束後，由梨繪從黑傑克口述得知「妹妹」還活著，然而黑傑克拒絕讓彼此見面，原因是因為黑傑克認為這不像由梨繪的作風，也表示她們兩個已經在『不同的世界』了。但在黑傑克臨行之際，皮諾可路過由梨繪的所在房間、並隔著房門與之相遇，皮諾可在門紙後面簡單介紹自己並以姐姐來稱呼由梨繪並跟她道別，而讓由梨繪當場流淚哭泣。

### 生活
皮諾可留在黑傑克家之後，黑傑克教他念書、溝通、家務等等，由於自己是醫生的關係，最後也讓皮諾可擔任他手術時的助手。
由於人造纖維關係，皮諾可有許多地方和一般人並不相同。無法游泳（黑傑克曾嘗試使用高濃度鹽水，可使她短暫游泳約3分鐘，但時間無法再長否則會破壞皮膚），而且人造纖維並不會自行分裂成長，因此如果皮諾可想改變外表（例如：身高）則需要動手術。
皮諾可外型雖是小女孩，但由於在姐姐體內已經共生18年，所以一直堅稱自己是18歲（不過心智年齡與生理約幼稚園程度）。因自尊心過甚，無法接受與她表面年齡相同的小孩一起玩，因此最忌諱別人把她當小孩子看待。但在動畫中卻和同樣是兒童的寫樂相處的很好（該角色同樣是取自於手塚治虫作品《三眼神童》裡面的男主角）。
因吃醋而常不能容忍美麗女醫護人員/病人接近黑傑克。最大心願就是擁有大人般的身體，她在房間裡擺面哈哈鏡，常常會透過鏡子想像自己長大長高後的樣子（動畫中有時也會出現她「如真是大人的型態」），然後與黑傑克舉行婚禮。
作品中皮諾可稱黑傑克為「醫生」（sensei），並在日常生活中向外人自稱是「醫生太太」讓外人無法理解，而動畫中除熟人外一般人會以為兩人為「父女」。
說話時發音並不標準（如動畫版〈皮诺可诞生〉中剛開始稱呼黑傑克“chenchei”，台譯「耶生」）/（原著較常見－如「為什麼」→為什摸），憤怒、驚嚇或感動的時會雙手捧住臉頰（臉會稍微變形），發出口頭禪，此為手塚先生自創詞，無特殊意義，中文譯作「啊啾嗯噗利K」（台灣東販）/「真不敢相信」（台版電視動畫）/網路字幕組譯為「我的天」。